# FTQ-Construction
La FTQ-Construction est un syndicat du secteur de la construction affilié à la Fédération des travailleurs du Québec (FTQ). Il réunit près de 90 000 travailleurs, soit un pourcentage de 44,1. Éric Boisjoly, ancien directeur général de FTQ-Construction, prend sa retraite le 19 mars 2025.

## Historique

### XIXesiècle
Le contexte politique du Bas-Canada du XIXe siècle marque l'opposition grandissante entre les habitants de la colonie et l'empire britannique. Cette opposition débouchera sur la Rébellion des Patriotes en 1837-1838.
C'est dans ce contexte politique et social que naît l'Union des métiers de Montréal en 1834. Résultat d'une initiative des charpentiers-menuisiers, l'union vise à défendre plusieurs métiers de la construction en exigeant, entre autres, la réduction de longueur de la journée de travail.
Au début des années 1840, environ 4 000 travailleurs creusent les canaux de Beauharnois et de Lachine. Les ouvriers travaillent 12 heures par jour, 6 jours sur 7. Le 24 janvier 1843, le salaire journalier est coupé du tiers, ce qui amène les travailleurs à déclencher une grève. Le 11 juin 1843, l’armée fait feu sur les grévistes. On compte 20 morts et 40 blessés chez ceux qui exercent des moyens de pression.
L'émergence du syndicalisme américain et l'internationalisation de ce dernier durant la deuxième moitié du XIXe siècle entraînent des affiliations entre syndicats des États-Unis et du Canada. En 1863, un premier syndicat montréalais, regroupant les mouleurs de fonte, s’affilie à un syndicat « international ».
En 1872, le gouvernement du Canada amende le code criminel afin de décriminaliser certaines pratiques syndicales. Cependant, les conflits entre travailleurs et employeurs demeurent difficiles. En 1878, 1 000 journaliers affectés aux travaux des édifices parlementaires à Québec protestent contre une baisse de salaire. Après la proclamation de la Loi de l’émeute, l’armée intervient en faisant feu sur les manifestants, tuant l'un d'eux.
En décembre 1886 est formée la Commission d’enquête sur les relations entre le capital et le travail au Canada. Elle contribuera à la reconnaissance syndicale, à la réduction de la semaine et de la journée de travail et à l’adoption de la première Loi sur l’indemnisation des victimes d’accidents du travail en 1909.
En 1892, la Fraternité de peintres et décorateurs d’Amérique, affiliée à l'American Federation of Labour (AFL), entraîne les syndicats du bâtiment à fonder le Conseil des métiers de la construction à Montréal, se dissociant ainsi du Conseil central des métiers et du travail de Montréal. Après plusieurs années de conflits intersyndicaux, les unions internationales fondent le Conseil fédéré des métiers et du travail de Montréal en 1897, ce qui pose les bases de l'idéologie de la future FTQ-Construction.

### XXesiècle
Plusieurs événements, dont notamment l'industrialisation et la Seconde Guerre mondiale, renforcent la tendance des travailleurs de la construction à rejoindre des unions internationales par leur syndicat de métiers.
Ces syndicats sont dominés par des directions anglophones lors des années 1950 jusqu'à la Révolution tranquille. Le 18 décembre 1968, le gouvernement du Québec reconnaît à titre d’association représentative la Fédération des travailleurs du Québec (FTQ) via le Conseil provincial des métiers de la construction, ancêtre de la FTQ-Construction.
Le conseil sera de plusieurs luttes ouvrières au cours des années 1970. L'époque sera également marquée par des conflits entre les syndicats locaux et leur « maison-mère » aux États-Unis. Portés par le « maîtres chez nous », plusieurs syndicats coupent les liens avec la maison-mère ou se distancient de cette dernière dans un désir d'autonomie plus grande de la part des directions syndicales des sections locales québécoises. Le Conseil provincial des métiers de la construction modifie à cette époque ses statuts afin de reconnaître l’affiliation d’un syndicat non affilié à une union internationale.

### Années 1980: Naissance difficile de la FTQ-Construction
Le 4 décembre 1980, le gouvernement du Québec modifie la Loi sur les relations du travail dans l’industrie de la construction et reconnaît deux nouvelles associations représentatives : le Conseil provincial du Québec des métiers de la construction (International, CPQMC-I) et la FTQ-Construction. Cette Loi oblige chaque syndicat affilié à décider s’il désire joindre les rangs de la FTQ-Construction ou ceux du CPQMC-I. Le partage des syndicats se fera à 72,1 % pour la FTQ-Construction et 27,9 % pour le CPQMC-I.
La « nouvelle » FTQ-Construction a des représentants au conseil d’administration de la nouvelle Commission de la santé et de la sécurité du travail (CSST) instaurée par la Loi sur la santé et la sécurité du travail. Elle siège également au conseil d’administration de l'Office de la construction du Québec (OCQ).
Le 22 février 1988, le nouveau directeur général Guy Perreault, le directeur général adjoint de la FIPOE, Claude Proteau, le directeur de la section locale 618 des tuyauteurs, Jean-Claude Surreault, le représentant de la section locale 1981 des mécaniciens industriels, Gaétan Boucher ainsi que deux pilotes décèdent dans l’écrasement de l’avion qui les menait en Gaspésie.

### Années 1990: Loi 142, changement de gouvernement et de direction
Au début des années 1990, la FTQ-Construction lutte activement contre le gouvernement de Robert Bourassa et son projet de loi 142. Lors de la campagne électorale de 1994, Jacques Parizeau gagnera la confiance des travailleurs de la fédération en promettant de « scrapper » la loi 142. En novembre 1994, le gouvernement de Jacques Parizeau présentera le projet de loi 46, modifiant la loi 142. Il l'adoptera en février 1995.
En novembre 1997, Jocelyn Dupuis, directeur du syndicat des grutiers, section locale 791G, prend la tête de la FTQ-Construction. L'époque est marquée par des négociations entre la FTQ-Construction et le CPQMC-I qui déboucheront sur la création du Conseil conjoint de la FTQ-Construction et du Conseil provincial du Québec des métiers de la construction (International) en 1998. Le Conseil conjoint est dirigé par Jean Lavallée. L'association sera reconnu légalement le 19 juin 1999 par l'adoption de la loi 25. L'une des conséquences directes de cette nouvelle instance est la fusion des sections locales minoritaires avec les sections locales majoritaires de chacune des deux organisations

### Années 2000: Ère Dupuis
Après certains succès et échecs, les parties demandent la dissolution du Conseil conjoint au printemps 2005. Ceci engendre la réouverture des sections locales pour chacun des deux organismes.

## Activités illicites
L'ancêtre de la FTQ-Construction ainsi que cette dernière ont été accusés à plusieurs reprises d'activités illicites, ayant fait l'objet, dans les années 1970, d'une commission royale d'enquête, la Commission Cliche, pour des saccages sur des chantiers de la Baie-James, et présentant des cas flagrants de discrimination, d'intimidation, de corruption et de lien avec le crime organisé montréalais en 2008, 2009 et 2010,,,,,.

### Sources bibliographiques
: document utilisé comme source pour la rédaction de cet article.
- Richard Goyette, « Histoire de la FTQ Construction », http://www.ftqconstruction.org, Fédération des travailleurs du Québec,‎ 22 avril 2006 (lire en ligne)